# Emil Hünicken

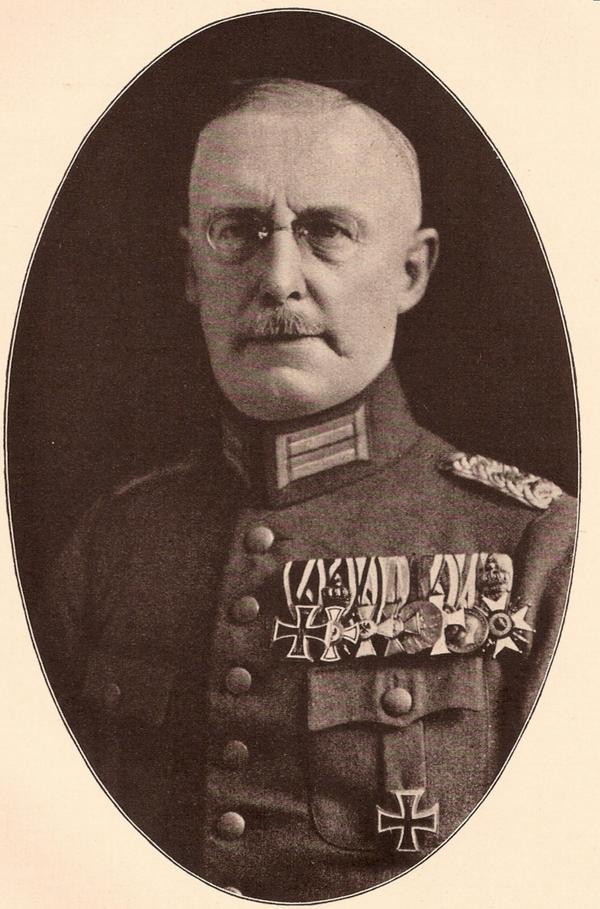
Emil Hünicken in der Reichswehr

Karl Heinrich Julius Emil Hünicken (* 17. Juni 1870 bei Vienenburg; † Juni 1934) war ein deutscher Militärangehöriger und Freikorpsführer in der Weimarer Republik, welcher sich im Ersten Weltkrieg auszeichnete. Während des Kapp-Putsches in Thüringen wurden zahlreiche Arbeiter in Sömmerda unter seinem Befehl erschossen und misshandelt, darunter der USPD-Parteifunktionär Kurt Neubert.

## Leben

### Herkunft und Familie
Hünicken war ein Sohn des praktischen Arztes und Sanitätsrates Robert Hünicken (1830–1900) und dessen Ehefrau Klara, geborene Freytag (* 1838). Er hatte eine Schwester namens Elisabeth „Etta“ Wernicke, welche den Braunschweiger Gymnasialprofessor Alexander Wernicke heiratete und Freundin von Ricarda Huch war. Zu seinen Onkeln zählen der deutsche Reeder und Kaufmann Julius Hüniken sowie der Mineraloge und Ingenieur George Ernst Emil Hünicken, welcher nach Argentinien auswanderte und dort für seine Verdienste mit einem Straßennamen geehrt wurde. Weitere Verwandte waren der Archivar und Historiker Rolf Hünicken und der Gutsbesitzer Julius Hünicken. Er selbst heiratete Luise Germer.

### Karriere
Hünicken wuchs im elterlichen Hause auf und besuchte ein Gymnasium zu Braunschweig. Nach erfolgreichem Schulabschluss entschied er sich für eine Karriere als Berufsoffizier und trat am 14. September 1890 als Fahnenjunker in das Infanterie-Regiment „Herzog Karl von Mecklenburg-Strelitz“ (6. Ostpreußisches) Nr. 43 der Preußischen Armee ein. Am 18. April 1891 erfolgte seine Ernennung zum Fähnrich, woraufhin er am 17. November desselben Jahres zum Leutnant befördert wurde. Vom 1. Oktober 1895 bis zum 29. Februar 1896 war er zur Militär-Turnanstalt sowie vom 1. Oktober 1896 bis zum 30. September 1899 als Kompanieoffizier zur Unteroffizierschule in Weißenfels kommandiert. Am 16. Juni 1900 avancierte Hünicken zum Oberleutnant.
Er wurde am 11. September 1907 zum Hauptmann befördert. 1912 wirkte er als Chef der 10. Kompanie des 5. Hannoverschen Infanterie-Regiment Nr. 165.

### Erster Weltkrieg
Nach Ausbruch des Ersten Weltkrieges diente er im 8. Thüringischen Infanterie-Regiment Nr. 153, wo am 27. Januar 1915 seine Beförderung zum Major erfolgte. Hünicken beteiligte sich an Kämpfen in Ostpreußen, Russland, im Balkan und wurde für Verdienste in Rumänien vielfach ausgezeichnet.
Er wurde im März 1918 mit seinem Regiment an die Westfront abkommandiert und beteiligte sich an der Deutschen Frühjahrsoffensive. Am 25. April 1918 wurde er zum Kommandeur des Großherzoglich-Hessischen Reserve-Infanterie-Regiments Nr. 254 ernannt und beteiligte sich mit seinem Regiment an der Maas-Argonnen-Offensive. In dieser Schlacht stand er dem sogenannten „Lost Battalion“ unter der Führung des Majors Charles W. Whittlesey gegenüber. Da Hünicken zu einer Audienz des hessischen Großherzogs Ernst Ludwig in Darmstadt eingeladen wurde, ließ er das Regiment durch den Hauptmann Karl Hansen vertreten. Nachdem er in Darmstadt erfuhr, dass sein Regiment im schweren Kampf gegen das „Lost Battalion“ war, versuchte er umgehend an die Front zurückzukehren und Hauptmann Hansen wieder abzulösen. Hansen konnte zwar die ersten Durchbruchsversuche des Lost Battalion stoppen, dieses war aber trotzdem sechsfach überlegen. Für diese Verdienste wurde Hansen mit dem Orden Pour le Mérite ausgezeichnet. Nach Rückkehr konnte er den Rückzug des „Lost Battalion“ nicht verhindern.
Am 8. November 1918 wurde ihm mitgeteilt, dass er wegen seines Mutes im Felde für ein Treffen mit Generalfeldmarschall von Hindenburg im Hauptquartier des Großen Generalstabes in Spa auserwählt worden sei. Nachdem er in dem örtlichen Hotel Britannique angekommen war, traf er auf 49 weitere Regimentskommandeure, die ebenfalls eingeladen worden waren. Nach kurzer Verwirrung wurden die Offiziere von Oberst Wilhelm Heye von der Obersten Heeresleitung begrüßt, der ihnen mitteilte, dass die Novemberrevolution im Deutschen Kaiserreich ausgebrochen und der Krieg somit praktisch verloren war.

### Nachkriegszeit
Nach dem Waffenstillstand von Compiègne führte Hünicken sein Regiment in die Heimat zurück. Es war das letzte, das bei Koblenz über den Rhein marschierte, und wurde bis Ende Januar 1919 in Gießen demobilisiert. Hünicken wurde nach Kriegsende in die Vorläufige Reichswehr übernommen.
In den Monaten von März bis Juli 1919 kommandierte er ein nach ihm benanntes Freikorps mit einer Stärke von 1380 Mann.

Während des Kapp-Putsches in Thüringen im Frühjahr 1920 kommandierte er ein 180 Mann-starkes Detachement zur Besetzung des Fliegerhorsts Gotha am 18. März 1920, wo es zu heftigen Kämpfen mit gegnerischen Arbeitern kam. Nachdem die Verluste von Hünickens Detachement schon 10 Tote, 27 Verwundete und 10 Vermisste betrugen, entschloss er sich, zu kapitulieren. Laut dem rechtsgesinnten Ernst von Salomon betrugen die Verluste der Arbeiter dabei „hunderte Tote und Verwundete“. Der Kampf beim Fliegerhorst hatte laut von Salomon darin Bedeutung, dass die Spartakisten dadurch abgeschreckt wurden, nach Erfurt vorzurücken. Hünicken rächte sich wohl aus Frust über seine Kapitulation mit seinem Detachement nach der Einnahme von Sömmerda am 26. März desselben Jahres durch die Ermordung und Misshandlung von unzähligen lokalen Arbeitern. Zwei Arbeiter namens Neubert und Arlt wollten Blutvergießen vermeiden und Major Hünicken über die Lage informieren, aber dieser schleuderte ihnen nur entgegen: 
„Wir klären nur mit dem Kolben auf!"
Insgesamt wurden durch seine Handlungen 17 Arbeiter getötet und 180 Menschen misshandelt. Zu den Toten zählten unter anderem der USPD-Parteifunktionär Kurt Neubert, sowie die Stadtverordneten Albert Schuchardt und Hugo Schmidt. Schuchardt wurde wohl nur ermordet, da er Hünicken 1919 als Kriegsverbrecher entlarvte.
Er wurde am 1. Oktober 1920 zum Oberstleutnant befördert. Nach Übernahme in die neugegründete Reichswehr wurde er am 1. Juni 1923 zum Oberst befördert, wirkte im Stab des 18. Infanterie-Regiments und war Kommandant von Hannover. 1925 schied er endgültig aus der Reichswehr aus.

## Schriften
- Kriegsgeschichte des Königlich Preußischen Reserve Infanterie-Regiments Nr 72. Sporn, 1930.
- Ahnen der Brüder Julius Hüniken und Robert Hünicken. Buchdruckerei der Hallischen Nachrichten, 1938 (mit Rolf Hünicken)